# FNBP4
FNBP4‏ (Formin binding protein 4) هوَ بروتين يُشَفر بواسطة جين FNBP4 في الإنسان.